# Cratere Jhirad
Jhirad è un cratere sulla superficie di Venere. È intitolato alla medica indiana Jerusha Jhirad.